# Prudent de Narbonne
Prudent de Narbonne († v. 257) est un saint des Églises chrétiennes, né dans une famille noble de Narbonne au IIIe siècle. Saint Prudent est célébré le 6 octobre.

## Biographie
Prudent étudia les lettres et fut un élève brillant. Il fut élu archidiacre de la ville. Mais la sainteté de sa vie et les miracles qui lui sont attribués suscitèrent la haine et la fureur chez ses ennemis. Il fut emprisonné et torturé. Mais comme il refusait d’abandonner sa foi, ses bourreaux lui brisèrent le crâne. 

Saint Prudent fut l’un des premiers martyrs de l’Église de Narbonne. On fixe généralement à 257 l'année du martyre de saint Prudent, à Narbonne. Les Chrétiens ensevelirent son corps. Puis ses persécuteurs le déterrèrent et jetèrent ses restes en pâture aux oiseaux de proie et aux autres bêtes sauvages. Mais on dit que Dieu garda ses os et éloigna les animaux qui auraient dû les dévorer. Il permit ainsi aux fidèles de les recueillir une nouvelle fois et de les protéger de toute autre profanation.
Quand la paix revint, les reliques du saint furent déposées dans un tombeau sur lequel fut élevé un oratoire. Les chrétiens venaient s’y recueillir et prier. 

## Ses miracles
Thibaut, moine de Bèze, fit une liste des miracles opérés par les reliques de saint Prudent (Thibaud de Bèze, «Actes, Translation et Miracles de saint Prudent, martyr», Acta Santorum, éd. Paris, Octobre III), , d’après les récits d’auteurs anciens et de personnes dignes de foi. Cependant, il dit ne pas avoir été témoin direct de ces miracles. On trouve de nombreuses guérisons :
- des paralytiques : Rayneldes et Gautselin de Selongey, un autre de Saint-Seine, un Olfrand de Chevigny, un enfant de Blagny, une Arisma de Bourberain
- un sourd et muet : un enfant de Flée
- des aveugles : un de Mantoche, un Aldegand de Viévigne en l’an 921.
- un aveugle et muet : Gauslin d’Is-sur-Tille.
- des possédés du démon : Ernebert de Beire amené à l’abbaye attaché sur un char et lié avec de fortes courroies en 883, Wine baut de Bourberain.
- des boiteux : Ermembault de Lentilly, Olfaida de Chevigny.
- un enfant impotent de Beire paralysé du bras et de l’épaule droite, ce miracle fut obtenu le vendredi saint de l’an 884.
- un estropié à la suite d'un vol de cerises : Winebaud de Pouilly-sur-Vingeanne.

Il brisa les liens de deux enchaînés : un habitant de Bourberain, un Humbert de Rozières.
Il ressuscita trois personnes : un enfant noyé à Lux, un Siméon de Bèze tombé du pont de la Bèze et entraîné par les grandes eaux et un autre enfant noyé de Bèze tombé dans la rivière en 1225.
En l’an 1116, saint Prudent guérira un enfant né aveugle, un jeune homme de Flacey[Lequel ?] possédé du démon et un homme paralysé de la main.

## Ses reliques

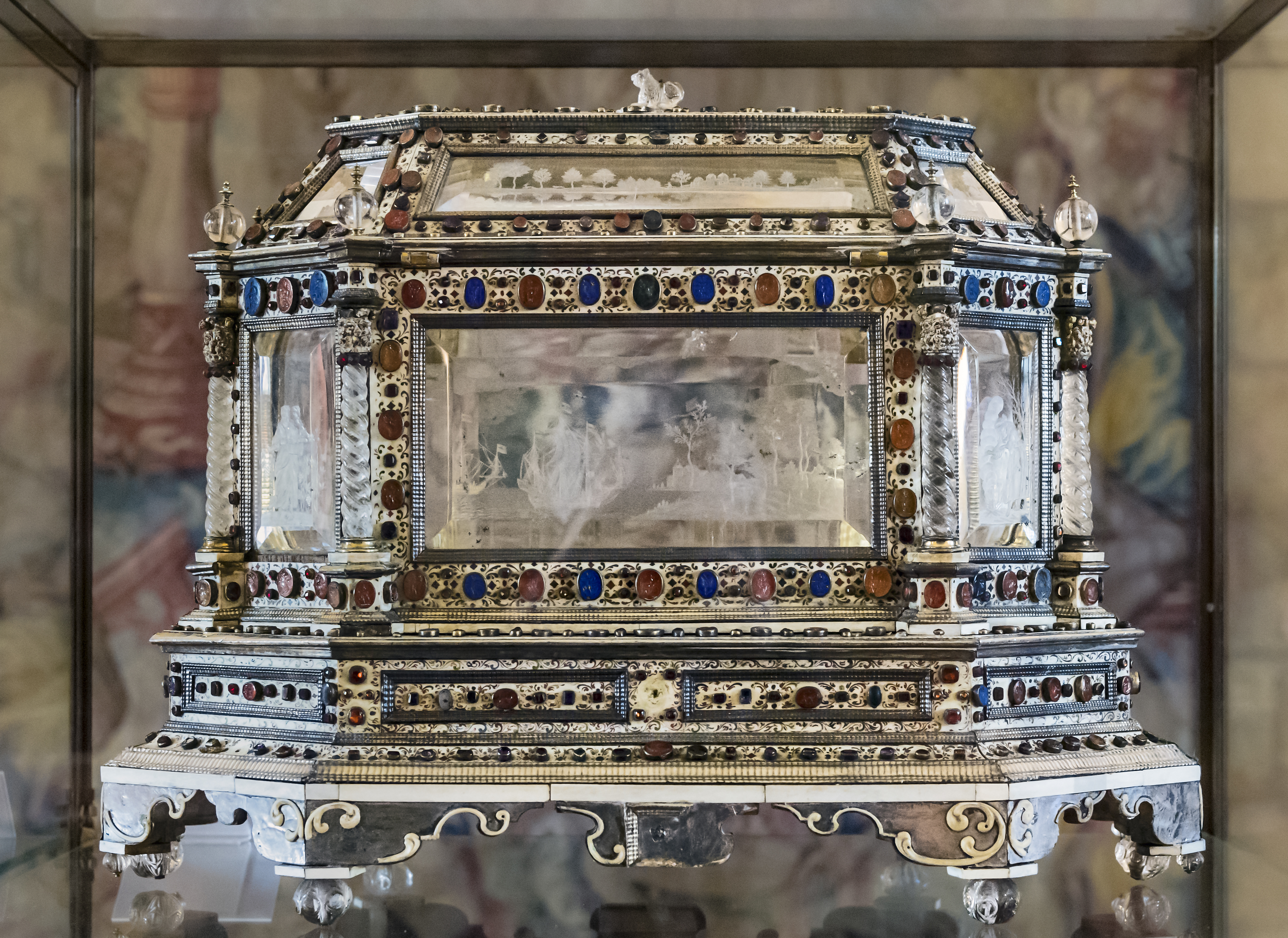
Châsse reliquaire de saint Prudent - cathédrale Saint-Just de Narbonne.

L'oratoire initialement bâti pour recueillir les reliques de saint Prudent fut incendié au VIIIe siècle par les Sarrasins. Une modeste chapelle le remplaça.
En 882, Geilon, évêque de Langres qui revenait de Saint-Jacques-de-Compostelle, s’arrêta dans un hôtel proche de Narbonne pour y passer la nuit. Il y apprit que dans une chapelle peu éloignée de l’hôtellerie reposaient les reliques du martyr Prudent. L’évêque s’y rend, il s’agenouille avec respect devant l’autel et la pensée lui vint d’emporter ces reliques. Il demande l’avis de son chapelain et prend les ossements sacrés et se hâte vers la Bourgogne.  Ce « pieux larcin » fut donné en présent par l’évêque aux religieux de Bèze en 883 pour que ces reliques soient plus à la portée des fidèles. Les reliques furent placées à l’entrée du portique du monastère. Devant l’affluence des pèlerins venus pour honorer le saint martyr, les moines durent construire non loin une chapelle spacieuse où le buste du saint fut apporté. 
Mais le monastère de Bèze ne jouit pas longtemps de ce précieux dépôt. En 887, à l’approche des Normands, les moines de Bèze portèrent les reliques à Saint-Étienne de Dijon mais quand ils voulurent les reprendre, les Dijonnais s’y refusèrent. Gauthier, évêque de Langres, évêque du lieu, dut intervenir pour les obliger à rendre les reliques. Les religieux de Saint-Étienne feignirent de s’incliner, mais en réalité, ils donnèrent aux moines le corps d’un autre saint appelé Sylvain. La fraude fut démasquée et saint Prudent fut reconduit en grande pompe à Bèze le 23 septembre 921.